# Basananthe sandersonii
Basananthe sandersonii är en passionsblomsväxtart som först beskrevs av William Henry Harvey, och fick sitt nu gällande namn av De Wilde. Basananthe sandersonii ingår i släktet Basananthe och familjen passionsblomsväxter. Inga underarter finns listade i Catalogue of Life.